# وولف هاوند (فلم 2002)
وولف هاوند (بالإنجليزية: Wolfhound) هو فيلم أمريكي من إنتاج عام 2002. صوّر الفيلم في أيرلندا.

## وصلات خارجية
- مقالات تستعمل روابط فنية بلا صلة مع ويكي بيانات